# 過レニウム酸バリウム
過レニウム酸バリウム（かレニウムさんバリウム、英: Barium perrenate）は、化学式 Ba(ReO4)2 で表される無機化合物。バリウムと過レニウム酸の塩で、無色（白色）の結晶であり、結晶性の水和物を形成する。

## 生成
水酸化バリウムを過レニウム酸の水溶液に加えると生成する。
{\displaystyle {\ce {2HReO4\ +Ba(OH)2\rightarrow Ba(ReO4)2\ +2H2O}}}

## 物理的特性
過レニウム酸バリウムは無色（白色）の結晶を形成する。
水に溶けやすく、メタノールやエタノールにもやや溶けやすい。
水溶液からBa(ReO4)2・2H2OおよびBa(ReO4)・4H2Oの組成の結晶性水和物が形成される。真空中で120℃に加熱すると水分が失われる。
結晶性水和物Ba(ReO4)2・4H2Oは単斜晶系の結晶であり、空間群 P 21/n，セルパラメータ a = 0.7376 nm，b = 1.2452 nm，c = 1.2173 nm，β = 90.04°，Z = 4である。

## 化学的特性
炭酸バリウムと共に加熱すると、オルソ過レニウム酸バリウムが生成する。
{\displaystyle {\ce {Ba(ReO4)2\ +4BaCO_{3}\xrightarrow {1000^{o}C} Ba5(ReO6)2\ +4CO2\uparrow }}}

## 関連文献
- Руководство по неорганическому синтезу: В 6-ти т. / Ред. Брауэр Г.. — М.: Мир, 1985. — Т. 5. — 360 с.
- R. D. W. Kemmitt,R. D. Peacock. The Chemistry of Manganese, Technetium and Rhenium. — Elsevier, 2013. — 223 с. — ISBN 0-08-018870-2.
- Неорганическая химия / под ред. Ю.Д. Третьякова. — М.: Академия, 2007. — Т. 3. — 352 с.